# 國立旗美高級中學

國立旗美高級中學校徽

國立旗美高級中學（英語：National Chimei Senior High School，縮寫：CMSH），簡稱旗美高中，是一所位於高雄市旗山區的國立高中，因位處旗山區與美濃區交界，故得此名。學生大多來自旗山地區。

## 校史
- 1968年，因應省辦高中政策，原高雄縣立旗山中學高中部學生轉入新設之「臺灣省立旗美高級中學」，並招新生7班，總計13班。
- 1980年9月，配合中華民國教育部發展職業教育政策，增設綜合家政科。
- 1989年9月，試行綜合高中計畫。
- 1997年，成立管樂隊。
- 2000年，因應精省，改隸為「國立旗美高級中學」。
- 2013年，成立籃球隊。
- 2020年，普通科新設體育班，發展項目：軟式網球、跆拳道，並新設多媒體設計科。

## 外部連結
- 國立旗美高級中學（页面存档备份，存于）